# Verfeil (Tarn-et-Garonne)
Verfeil is een gemeente in het Franse departement Tarn-et-Garonne (regio Occitanie) en telt 320 inwoners (1999). De plaats maakt deel uit van het arrondissement Montauban.

## Geografie
De oppervlakte van Verfeil bedraagt 18,0 km², de bevolkingsdichtheid is 17,8 inwoners per km².
De onderstaande kaart toont de ligging van Verfeil (Tarn-et-Garonne) met de belangrijkste infrastructuur en aangrenzende gemeenten.

## Demografie
Onderstaande figuur toont het verloop van het inwonertal (bron: INSEE-tellingen).